# Rosny-sous-Bois
Rosny-sous-Bois is een gemeente in het Franse departement Seine-Saint-Denis (regio Île-de-France). De gemeente telde 45.947 inwoners op 1 januari 2022. De plaats maakt deel uit van het arrondissement Bobigny.

## Geografie
De oppervlakte van Rosny-sous-Bois bedroeg op 1 januari 2022 5,91 vierkante kilometer; de bevolkingsdichtheid was toen 7.774,5 inwoners per km².
De onderstaande kaart toont de ligging van Rosny-sous-Bois met de belangrijkste infrastructuur en aangrenzende gemeenten.

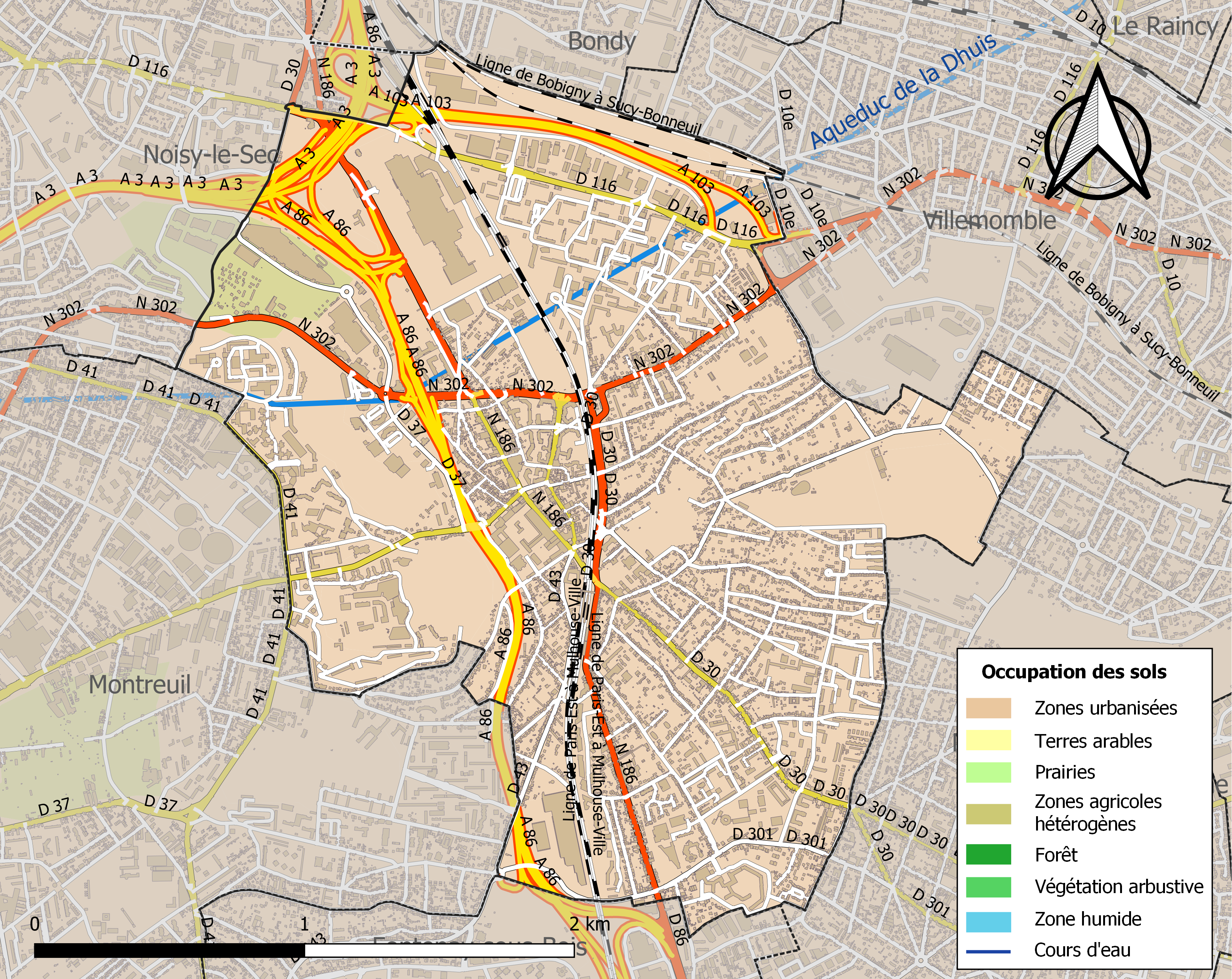

## Demografie
Onderstaande figuur toont het verloop van het inwonertal (bron: INSEE-tellingen).

## Fort van Rosny
Tussen 1840 en 1848 werd op de grens tussen Rosny en Montreuil een fort gebouwd als onderdeel van de verdedigingsgordel rond Parijs. Tijdens de Frans-Duitse Oorlog (1870-1871) werd het Fort beschoten door Duitse batterijen, opgesteld in Bondy en Villemomble. Ongeveer 4.000 obussen vielen op Rosny. Tussen 1901 en 1921 was het 4e regiment zoeaven met soldaten uit Algerije gelegerd in de kazerne bij het fort. In 1947 werd het 25 hectare grote terrein van het fort als geheel deel van de gemeente Rosny-sous-Bois en verloor Montreuil zo een deel grondgebied.

## Geboren
- Nicolas Douchez (1980), voetballer
- Mamadou Diakité (1985), voetballer